# Сен-Мор-де-Фоссе
Сен-Мор-де-Фоссе (фр. Saint-Maur-des-Fossés) — коммуна во Франции, юго-восточный пригород Парижа.

## История и экономика
В 638 году на месте нынешнего города было основано аббатство святого Петра. В 868 году туда были перенесены мощи, приписывавшиеся святому Мавру (Мору), которые дали городу название и обеспечили приток паломников.
В 1541 году в Сен-Море началось строительство замка, принадлежавшего кардиналу дю Белле. Проект составил архитектор Ф. Делорм. Впоследствии земли отошли семье Конде, а во время революции были национализированы.
В XIX веке население Сен-Мора сильно выросло из-за улучшения санитарных условий и улучшения сообщения с Парижем. Однако город пострадал в время франко-прусской войны и двух наводнений в начале XX в.
В настоящее время в городе действуют ряд малых предприятий, депо RATP, исследовательский центр Essilor.

## Демография

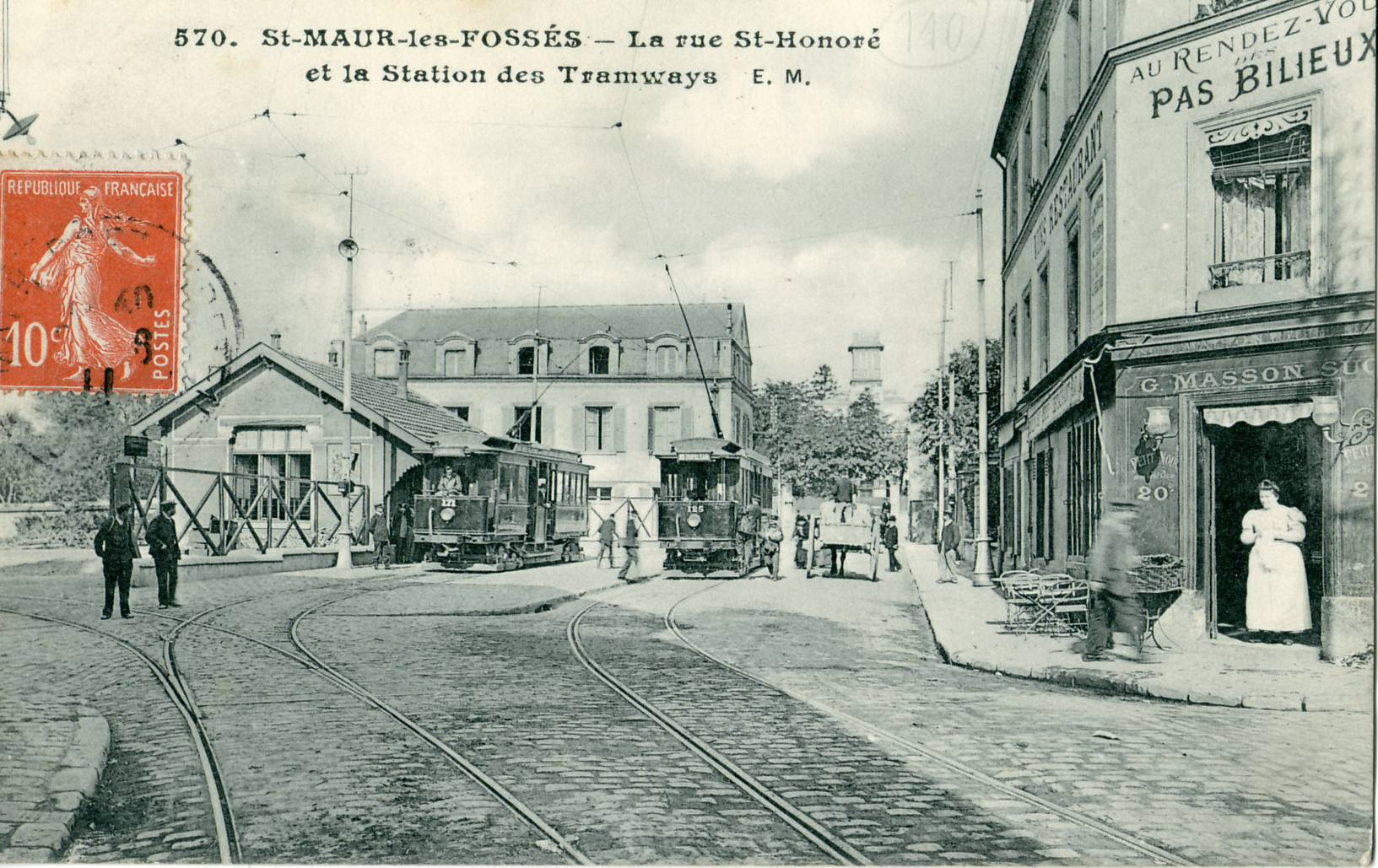
Сен-Мор в начале XX века

## Города-побратимы
- Ла-Лувьер, Бельгия
- Зигиншор, Сенегал
- Римини, Италия
- Хамельн, Германия

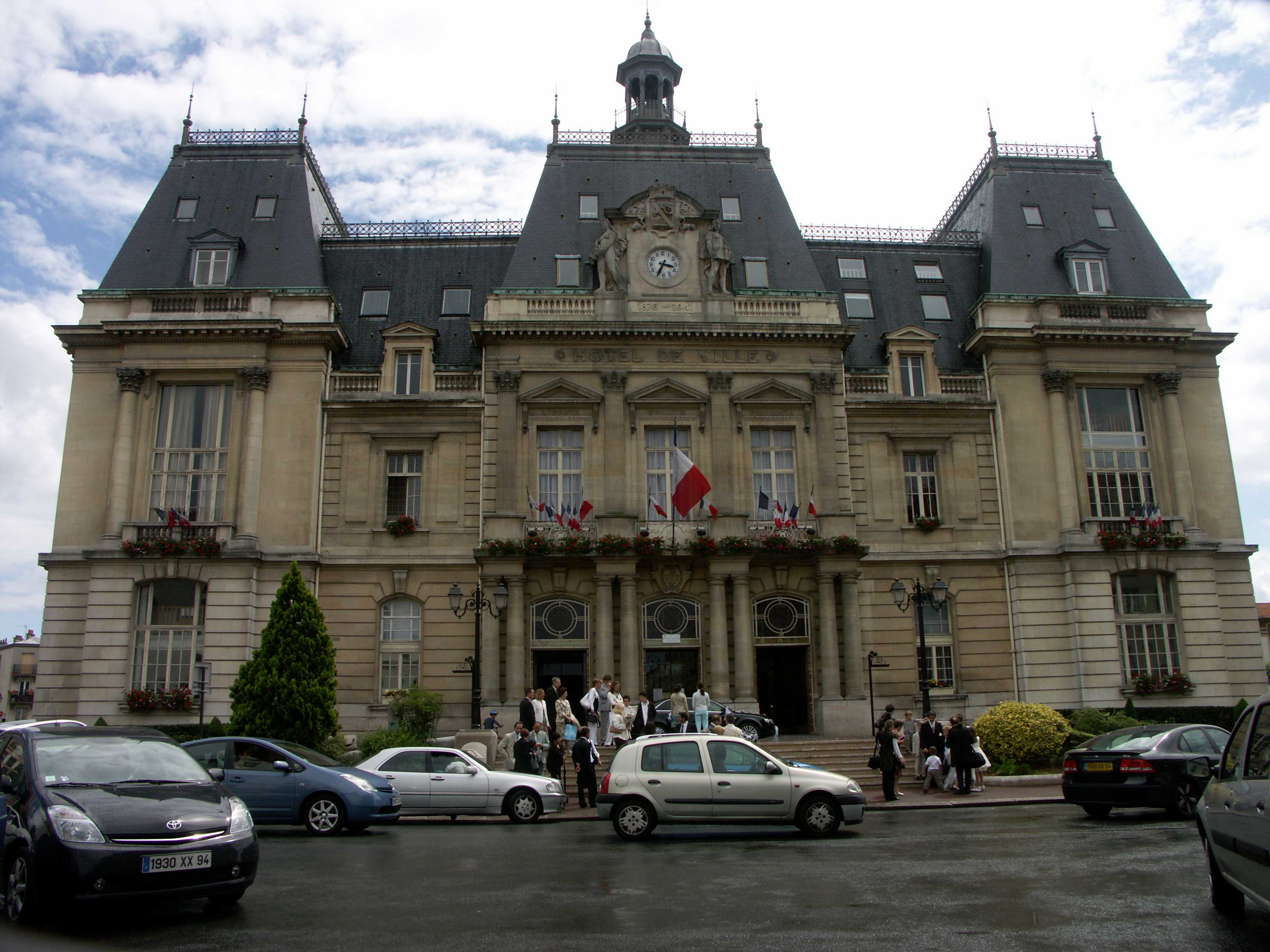
Здание администрации

- Богнор-Риджис, Великобритания
- Лейрия, Португалия
- Пфорцхайм, Германия
- Рамат-ха-Шарон, Израиль